# برايان هوسكينز
برايان هوسكينز (بالإنجليزية: Brian Hoskins)‏ هو رياضياتي وأستاذ جامعي بريطاني، ولد في 17 مايو 1945 في برستل في المملكة المتحدة.